# Isabel de Lorena, Eleitora da Baviera
Isabel Renata de Lorena, (em francês:  Élisabeth Renée de Lorraine e em alemão:  Elisabeth Renata von Lothringen), (Nancy, 9 de outubro de 1574 – Braunau am Inn, 4 de janeiro de 1635), foi uma princesa da Lorena e esposa de Maximiliano I, Eleitor da Baviera.

## Biografia
Isabel era a filha mais nova do duque Carlos III da Lorena e da duquesa Cláudia de Valois. A sua mãe morre no ano seguinte no decurso da sua nona gravidez, uma menina que não sobrevive. A poderosa avó materna dos príncipes de Lorena, Catarina de Médici, viúva do rei Henrique II de França, toma a seu cuidado os seus netos, chamando à sua corte o mais velho, Cristina de Lorena que, em 1589, ela casa ao chefe da sua família, um dos seu primos, o Grão-duque da Toscana Fernando I de Médici. A velha rainha morre pouco depois numa França dilacerada pelas Guerras da religião.
O duque da Lorena, como "fiel católico", reforça as suas ligações com os monarquias católicas do Império e casa a filha Isabel com o primo, o duque Maximiliano I da Baviera, filho de sua irmã, Renata de Lorena e do duque Guilherme V da Baviera. As núpcias são celebradas em Nancy a 6 de fevereiro de 1595.
A união permanece estéril mas o duque e a duquesa fazem-se notar pela sua piedade e palas suas obras de caridade. Em 1597 o duque Guilherme V abdica e retira-se para um convento. Maximiliano, com 24 anos, sobe ao trono da Baviera. 
Em 1619, o primo protestante do duque, Frederico V do Palatinado, faz-se proclamar rei da Boêmia pelos súbditos revoltados contra o Imperado. Bávaros e Lorenos vão em socorro do Imperador. Frederico V é vencido na Batalha da Montanha Branca onde se distingue particularmente o duque da Baviera e o príncipe de Vaudémont, um sobrinho da duquesa. Banido do Império, o Eleitor palatino é despojado da sua dignidade eleitoral que é conferida ao duque da Baviera. Maximiliano I torna-se assim príncipe-eleitor do Sacro Império. Entretanto a guerra continua, tomando uma dimensão europeia, e durará até 1648, assolando nomeadamente a Lorena.
Durante o inverno de 1634/1635, fugindo duma epidemia de peste, o casal eleitoral refugia-se na abadia de Ranshofen onde a eleitora vem a falecer a 4 de janeiro de 1635. O seu corpo jaz na igreja de São Miguel de Munique ao passo que o seu coração é conservado na capela de Altötting.

## Epílogo
Para assegurar descendência e apesar dos seu 61 anos, Maximiliano I volta a casar alguns meses depois com a arquiduquesa Maria Ana de Áustria que lhe dará o herdeiro há tanto esperado. A sua neta, virá a casar com o Grande Delfim, filho de Luís XIV. 
Por uma ironia histórica e genealógica, Frederico V é antepassado direto dos Habsburgo-Lorena, uma vez que é avô de Isabel Carlota do Palatinado, a famosa princesa palatina que, por casamento, se tona duquesa de Orleães. Seu neto, Francisco III, duque de Lorena e de Bar tornar-se-á Imperador ao casar, em 1736, com a arquiduquesa Maria Teresa de Áustria.

## Nota
- Este artigo foi inicialmente traduzido, total ou parcialmente, do artigo da Wikipédia em francês cujo título é «Élisabeth de Lorraine (1574-1635)».